# 1-й боснійсько-герцеговинський піхотний полк (Австро-Угорщина)

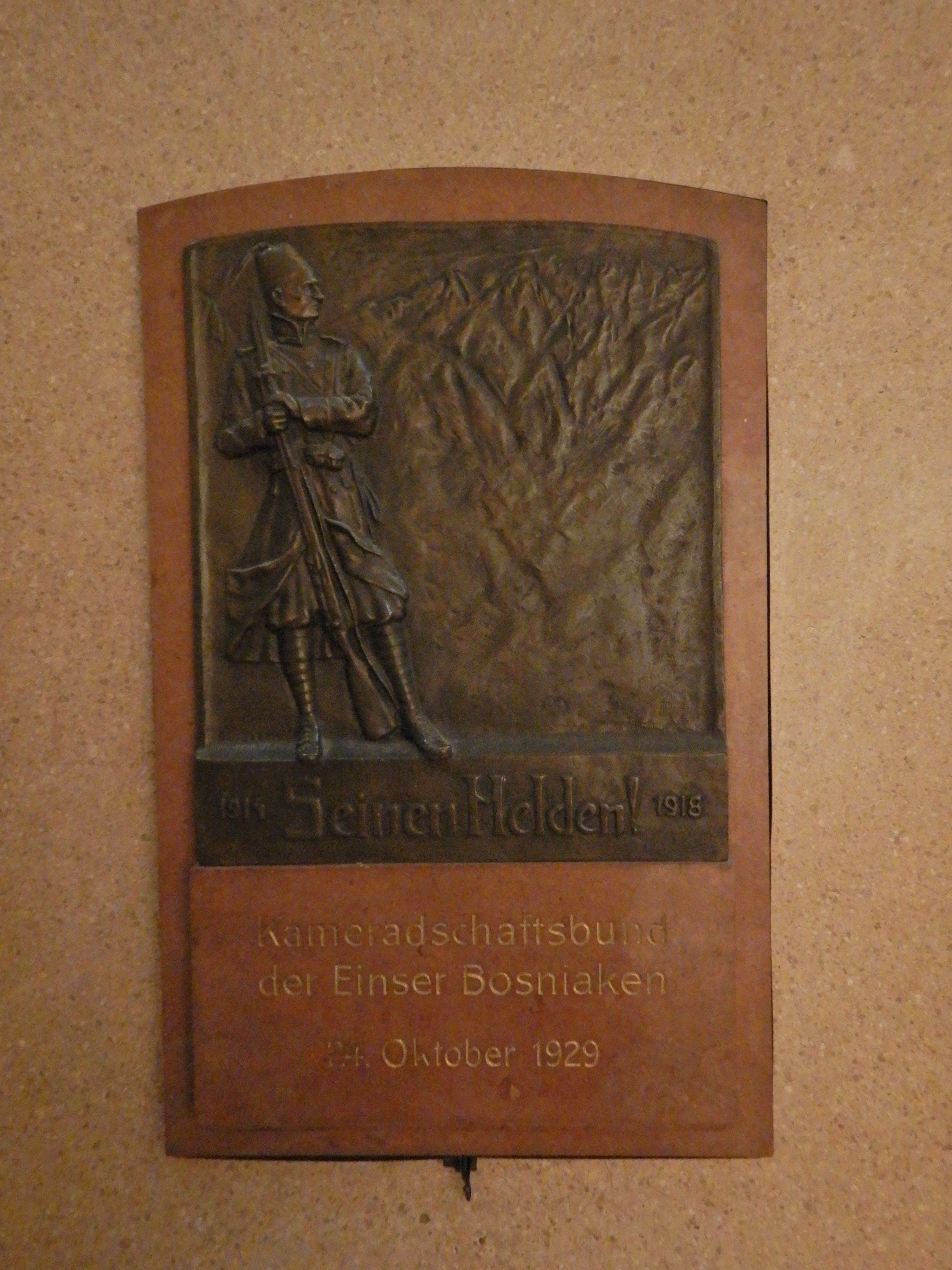
Пам'ятна дошка 1-му боснійсько-герцеговинському піхотному полку (Відень, Арсенал, Військово-історичний музей).

1-й боснійсько-герцоговинський піхотний полк (нім. Bosnisch-hercegovinisches Infanterieregiment Nr. 1; босн. Prvi bosanskohercegovački pješadijski regiment) — піхотний полк Збройних сил Австро-Угорщини.

## Історія
Полк був створений 1 січня 1894 р., внаслідок об'єднання самостійних боснійсько-герцоговинських батальйонів, зокрема 1-го (1885 року створення), 5-го (1889 року створення), 9-го (1892 року створення).
Штаб–квартири: Сараєво (1894—1902), Відень (1903—1914). Округ поповнення: Сараєво, на території 15-го армійського корпусу.
Полкове свято відзначалося 7 жовтня, до річниці анексії Боснії та Герцеговини в 1908 р.

## Бойовий шлях
Полк брав участь в Першій світовій війні. 20 солдатів полку були нагородженими Золотими медалями «За хоробрість».

## Склад
- 1-й батальйон (1903—1914: Відень);
- 2-й батальйон (1903—1911: Відень; 1912—1914: Вінер-Нойштадт);
- 3-й батальйон (1903—1914: Сараєво);
- 4-й батальйон (1903—1909, 1912—1914: Відень; 1910—1911: Вінер-Нойштадт).

Національний склад (1914):
- 94 % — боснійці;
- 6 % — інші національності.[2]

## Командування
- 1894: полковник Ернест Ріттер фон Ле Форт;
- до 1903: полковник Віктор Барлеон;
- 1903—1907: полковник Артур Домбровський;
- 1907—1910: полковник Альфред Шенк;
- 1911—1914: полковник Карл фон Штер.

## Підпорядкування
Станом на 1894 рік полк входив до складу 49-ї піхотної бригади 25-ї піхотної дивізії 2-го армійського корпусу.
У 1914 році полк (без 3-го батальйону) входив до складу 49-ї піхотної бригади 25-ї піхотної дивізії, а 3-й батальйон — до 10-ї гірської бригади 48-ї піхотної дивізії.

## Однострій

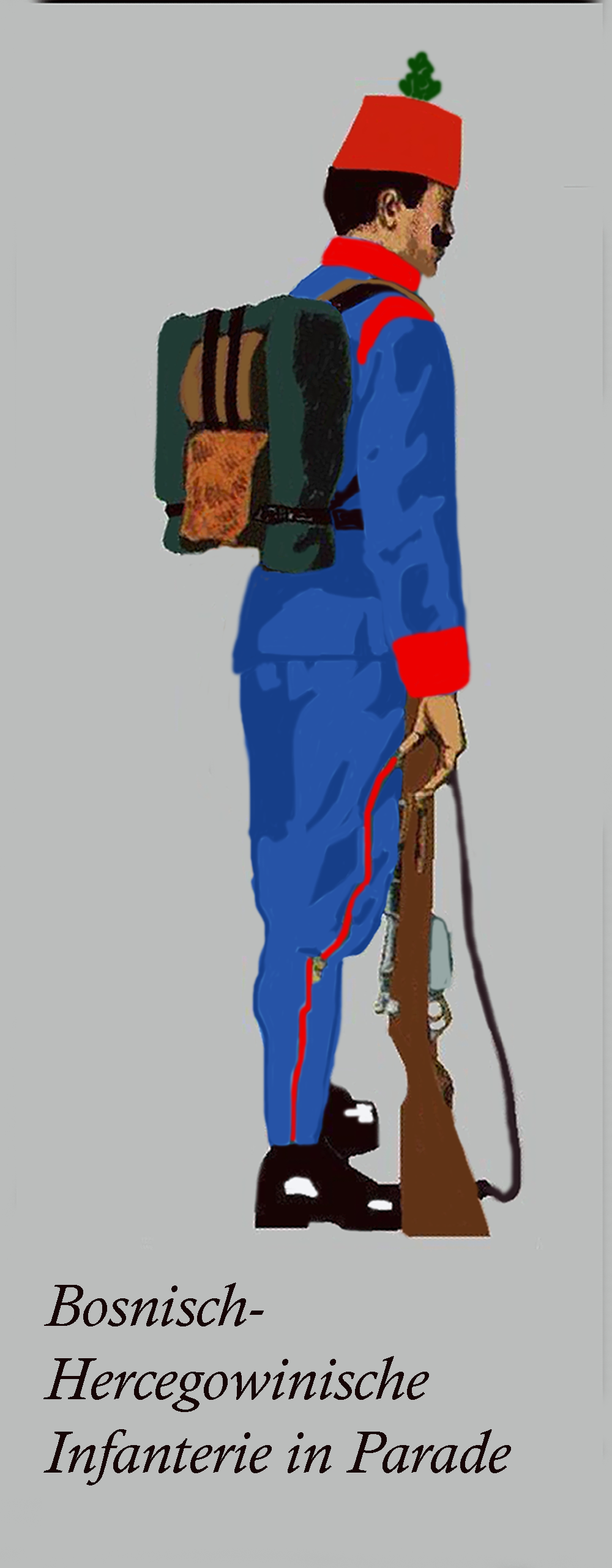
Солдат 1-го боснійсько-герцоговинського піхотного полку.
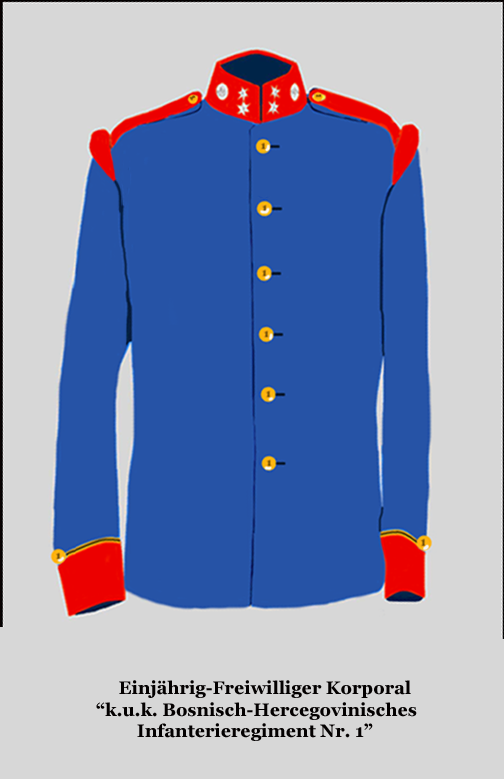
Мундир однорічного добровольця капрала 1-го боснійсько-герцоговинського піхотного полку.